# Course d'école
En Suisse romande, une course d'école est une excursion, généralement d'une journée, organisée dans un cadre scolaire.
Se déroulant généralement en fin d'année scolaire, la course d'école est une tradition dont l'organisation est assurée par l'enseignant. Les thèmes et sujets sont très divers, mais se déroulent le plus souvent à l'extérieur, avec des buts à la fois ludiques et éducatifs.
Plusieurs organisations ou entreprises proposent des idées et des conseils de courses d'école, parmi lesquels La Poste suisse qui propose un projet clé-en-main permettant à une classe d'organiser sa propre excursion, l'association Suisse Rando qui maintient un site web entièrement consacré à des idées de courses d'école ou encore les CFF qui offrent plusieurs idées d'excursions.

## Course d'école du Conseil fédéral
Chaque année, après la dernière séance du Conseil fédéral avant la pause d'été, les 7 membres de l'exécutif accompagnés du chancelier de la Confédération, partent pour une excursion de 2 jours. La tradition, annuelle depuis 1957, veut que la sortie soit organisée dans le canton du Président qui en décide du contenu. La première sortie de ce type a été proposée en 1950 par le conseiller Philipp Etter.